# Kerstin Kießler
Kerstin Annegret Kießler (* 26. Juni 1945 in Horneburg als Kerstin Annegret Hauschildt; † 23. Februar 2022 in Berlin) war eine deutsche Politikerin (SPD). Sie war von 2001 bis 2011 Bevollmächtigte der Freien Hansestadt Bremen beim Bund.

## Biografie

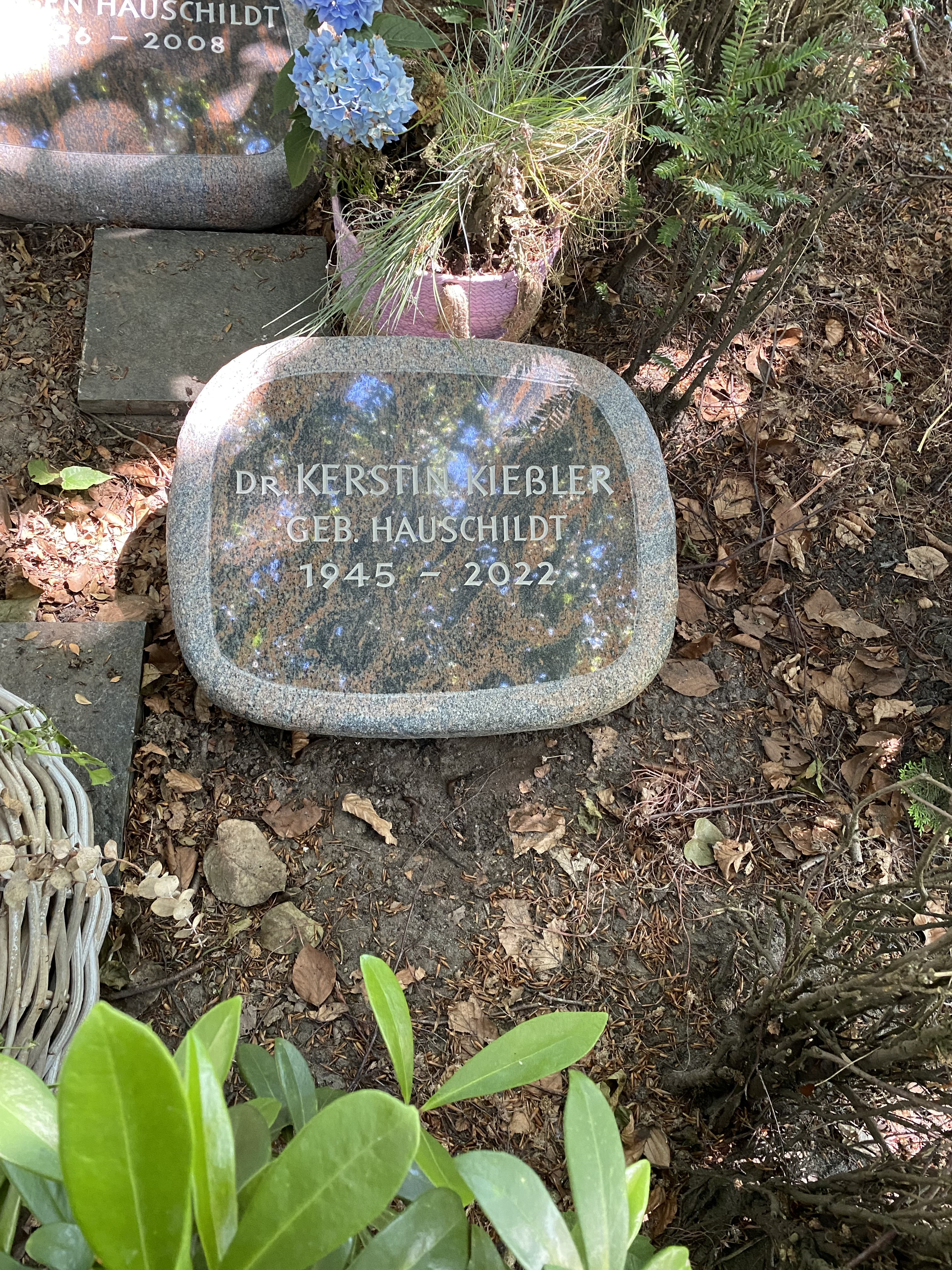
Kissenstein in der Familiengrabstätte

### Ausbildung und Beruf
Kießler studierte nach dem Abitur von 1965 bis 1971  Volkswirtschaftslehre, Soziologie, Betriebswirtschaftslehre und Sozialpsychologie an der Universität Hamburg, der Freien Universität Berlin und an der Universität Mannheim. 1976 erfolgte ihre Promotion zum Dr. phil. an der Universität Mannheim mit der Arbeit Partizipation und Macht in aufgabenorientierten Gruppen – ein Feldexperiment zur Theorie der organisatorischen Bedingtheit von Gruppenprozessen. Ab 1974 bis 1980  war sie als wissenschaftliche Assistentin an der Universität zu Köln tätig. 1980 wechselte sie als Referentin in das Bundesministerium des Innern. Daneben war sie von 1989 bis 1991 persönliche Referentin der Bundestagsabgeordneten Herta Däubler-Gmelin (SPD) und von 1991 bis 1998 auch Frauenbeauftragte im Bundesinnenministerium. Von 1998 bis 1999 leitete sie schließlich das Pressereferat des Innenministeriums und war damit zugleich Pressesprecherin des Bundesinnenministers Otto Schily (SPD). Von 1999 bis 2001 war sie schließlich Pressesprecherin von Bundespräsident Johannes Rau.
Kerstin Kießler war zuletzt geschieden und hatte zwei Kinder. Sie ruht auf dem Hamburger Friedhof Bernadottestraße im Stadtteil Ottensen.

### Politik
Kerstin Kießler trat 1969 in die SPD ein.
Am 1. Oktober 2001 wurde Kerstin Kießler zur Staatsrätin und
Bevollmächtigten der Freien Hansestadt Bremen beim Bund und für Europa ernannt, zudem wurde sie auch Mitglied des Bundesrats. In ihrer Funktion als Bevollmächtigte war sie die einzige bremische Staatsrätin mit dem Status eines Senatsmitgliedes.
Seit 2010 ist sie stellvertretende Vorsitzende im Ausschuss der Regionen der Europäischen Union.
Im Juni 2011 schied Kießler aus dem Amt. Ihre Nachfolge als Bevollmächtigte beim Bund im Senat Böhrnsen III trat Eva Quante-Brandt an.